# Eurogroep
De eurogroep (voorheen de Euro-X) is een gremium van de Europese Unie, waarin de lidstaten van de eurozone hun fiscaal en economisch beleid coördineren, met als doel het functioneren van de Economische en Monetaire Unie zeker te stellen. Het zijn de ministers van Financiën van de eurolanden die het beleid voeren. De bijeenkomsten van de eurogroep dragen een informeel karakter en vinden in de regel op de dag plaats die voorafgaat aan de Raad voor Economische en Financiële Zaken (Ecofin-raad).
De groep geldt als "een forum van dialoog en politieke coördinatie zonder concrete beslissingsbevoegdheden". Haar manier van werken is sinds de ondertekening van het Verdrag van Lissabon met een verwijzing naar artikel 137 van het Verdrag betreffende de werking van de Europese Unie (VwEU) in een protocol (nr. 14) geregeld dat aan de oprichtingsverdragen (EU/VwEU) is toegevoegd.
Na afloop van de eurogroep wordt traditioneel een unanieme verklaring afgelegd. Deze ongeschreven regel werd voor het eerst doorbroken op 27 juni 2015, toen er een verklaring kwam zonder instemming van de Griekse minister en deze uitgesloten werd van het tweede deel van de vergadering. Volgens het secretariaat van de eurogroep was dit mogelijk doordat de voorzitter formeel aan geen enkele regel gebonden is.

## Voorzitterschap

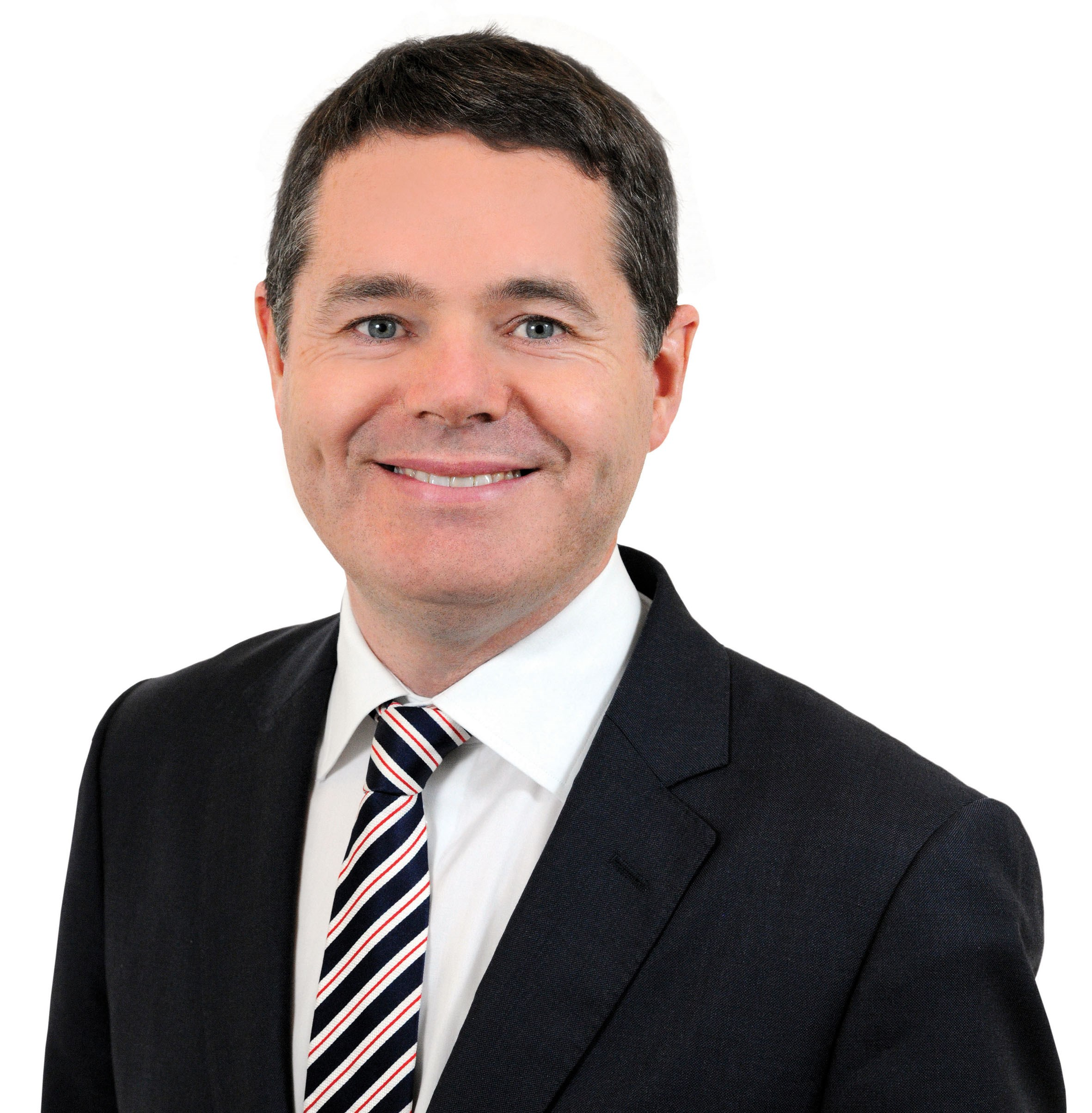
Voorzitter van de eurogroep Paschal Donohoe

Een voorzitter wordt gekozen door de 19 ministers van Financiën en om te worden benoemd heeft de kandidaat een meerderheid nodig. Hij wordt benoemd voor een termijn van 2,5 jaar en kan worden herkozen.
De huidige voorzitter is de Ierse minister van Financiën Paschal Donohoe.
| Naam                | Land      | Begin termijn   | Einde termijn   | Bijzonderheden                                                       |
| ------------------- | --------- | --------------- | --------------- | -------------------------------------------------------------------- |
| Jean-Claude Juncker | Luxemburg | 1 januari 2005  | 21 januari 2013 |                                                                      |
| Jeroen Dijsselbloem | Nederland | 21 januari 2013 | 12 januari 2018 | Vanaf 26 oktober 2017 in eigen land geen minister van Financiën meer |
| Mário Centeno       | Portugal  | 12 januari 2018 | 13 juli 2020    |                                                                      |
| Paschal Donohoe     | Ierland   | 13 juli 2020    |                 |                                                                      |

## Leden
(laatst bijgewerkt 19 januari 2022)
| Land of instelling                                                                              | Vertegenwoordiger     | Europese en nationale partij                                                            | Europese en nationale partij |
| ----------------------------------------------------------------------------------------------- | --------------------- | --------------------------------------------------------------------------------------- | ---------------------------- |
| Voorzitter van de eurogroep Ierland                                                             | Paschal Donohoe       | Europese Volkspartij Nationaal: Stam der Ieren                                          |                              |
| België                                                                                          | Vincent Van Peteghem  | Europese Volkspartij Nationaal: Christen-Democratisch en Vlaams                         |                              |
| Cyprus                                                                                          | Constantinos Petrides | Europese Volkspartij Nationaal: Democratische Coalitie                                  |                              |
| Duitsland                                                                                       | Christian Lindner     | Alliantie van Liberalen en Democraten voor Europa Nationaal: Freie Demokratische Partei |                              |
| Estland                                                                                         | Toomas Tõniste        | Europese Volkspartij Nationaal: Pro Patria en Res Publica Unie                          |                              |
| Finland                                                                                         | Annika Saarikko       | Alliantie van Liberalen en Democraten voor Europa Nationaal: Centrumpartij van Finland  |                              |
| Frankrijk                                                                                       | Bruno Le Maire        | Onafhankelijk Nationaal: La République en marche !                                      |                              |
| Griekenland                                                                                     | Christos Staikouras   | Europese Volkspartij Nationaal: Nea Dimokratia                                          |                              |
| Italië                                                                                          | Daniele Franco        | Onafhankelijk Nationaal: onafhankelijk                                                  |                              |
| Letland                                                                                         | Dana Reizniece-Ozola  | Onafhankelijk Nationaal: Voor Letland en Ventspils                                      |                              |
| Litouwen                                                                                        | Vilius Šapoka         | Onafhankelijk Nationaal: onafhankelijk                                                  |                              |
| Luxemburg                                                                                       | Pierre Gramegna       | Onafhankelijk Voorgesteld door de Democratische Partij (ALDE)                           |                              |
| Malta                                                                                           | Edward Scicluna       | Partij van de Europese Sociaaldemocraten Nationaal: Partij van de Arbeid                |                              |
| Nederland                                                                                       | Eelco Heinen          | Alliantie van Liberalen en Democraten voor Europa Nationaal: VVD                        |                              |
| Oostenrijk                                                                                      | Magnus Brunner        | Europese Volkspartij Nationaal: Oostenrijkse Volkspartij                                |                              |
| Portugal                                                                                        | João Leão             | Partij van de Europese Sociaaldemocraten Nationaal: Partido Socialista                  |                              |
| Slowakije                                                                                       | Peter Kažimír         | Partij van de Europese Sociaaldemocraten Nationaal: SMER - sociálna demokracia          |                              |
| Slovenië                                                                                        | Andrej Bertoncelj     | Onafhankelijk Nationaal: Lijst Marjan Šarec                                             |                              |
| Spanje                                                                                          | Nadia Calviño         | Onafhankelijk Nationaal: onafhankelijk                                                  |                              |
| President van de Europese Centrale Bank Geen stemrecht                                          | Christine Lagarde     | Onafhankelijk                                                                           |                              |
| Europees Commissaris voor Economische en Financiële zaken, Belastingen en Douane Geen stemrecht | Pierre Moscovici      | Partij van de Europese Sociaaldemocraten Nationaal: Socialistische Partij               |                              |
| Voorzitter van de eurowerkgroep Geen stemrecht                                                  | Tuomas Saarenheimo    | Onafhankelijk                                                                           |                              |